# Cousinia bornmuelleri
Cousinia bornmuelleri là một loài thực vật có hoa trong họ Cúc. Loài này được Winkl. mô tả khoa học đầu tiên.